# اراگون (بازی ویدئویی)
اراگون ( به انگلیسی Eragon ) عنوان یک بازی ویدئویی سوم شخص اکشن ماجرایی است که براساس فیلمی به همین نام برای ویندوز و کنسول های بازی ایکس باکس ، ایکس باکس ۳۶۰ ، پلی استیشن ۲ ، گیم کیوب ، گیم بوی ، پی اس پی و دی اس ساخته و در سال ۲۰۰۶ توزیع شد . این بازی در امریکا چهل هزار نسخه فروش رفت .

## نقدها
| ناشر                   | امتیاز                  |
| ---------------------- | ----------------------- |
| گیم‌اسپات               | 4.2/10                  |
| گیم‌اسپای               | 2/5 ستاره               |
| آی‌جی‌ان                 | 4.7/10 (HC) 7.5/10 (DS) |
| اواکس‌ام (ایالات متحده) | 4.0/10                  |